# Айха
Айха — места захоронения бурятских шаманов, места проявления божественного.
Священные рощи похоронных мест известных шаманов чаще всего располагаются на склонах гор. Похоронные места шаманов и шаманов не относятся к обо: они включены в разряд местностей сээртей, то есть мест, запретных для посещений, и имеют собственное название айха. Согласно М. Н. Хангалову, места шаманских захоронений оформляются знаками шаманского достоинства «на пространстве десяти или более квадратных сажен». Место айха является запретным для любой деятельности. Здесь нельзя рубить деревья, косить траву, перемещать камни, собирать цветы, ягоды, грибы. По окружающим деревьям развешиваются медный чайник с вином, ковшик, шаманский бубен хэсэ, звериные шкурки. На дереве укрепляется ящик с ритуальными принадлежностями шамана — конными тростями, одеждой, посудой. В прошлом ламаистское духовенство проводило акты принудительного уничтожения культовых атрибутов и могил шаманских захоронений. Впоследствии территории захоронения известных шаманов можно было обнаружить по особой густоте и высоте деревьев.
Шаманские деревья, с помощью которых осуществляется прежде сего связь шамана с разными космическими зонами, нередко обладают и другой функцией — быть местом рождения душ шаманов. Дерево в мифологии монгольских народов является универсальным образом сакрального центра освоенного пространства, соединяющего слои мироздания. Это доминанта, определяющая формальную и содержательную организацию вселенского пространства. Срубить без причины дерево, считали буряты-шаманисты, значит укоротить жизнь себе и потомкам. Кедр, ель, сосна, лиственница почитались как священные деревья, возле них устраивались обряды и приношения, а потомки племени хори и поныне трепетно относятся к березе, олицетворяющей коновязь — сакральный символ рода. Эхэ-модон, Дерево-мать — называли они березу. Без нее был невозможен обряд посвящения в шаманы, во время которого березу на противоположной южной стороне называли не иначе как Эсэгэ-модон — Дерево-отец.